# Comuna de Dziadkowice
Dziadkowice (polaco: Gmina Dziadkowice) é uma gminy (comuna) na Polónia, na voivodia de Podláquia e no condado de Siemiatycze. A sede do condado é a cidade de Dziadkowice.
De acordo com os censos de 2004, a comuna tem 3095 habitantes, com uma densidade 26,7 hab/km².

## Área
Estende-se por uma área de 115,71 km², incluindo:
- área agricola: 61%
- área florestal: 33%

## Demografia
Dados de 30 de Junho 2004:
|                      | Total   | Total | Mulheres | Mulheres | Homens  | Homens |
| -------------------- | ------- | ----- | -------- | -------- | ------- | ------ |
|                      | pessoas | %     | pessoas  | %        | pessoas | %      |
| População            | 3095    | 100   | 1546     | 50       | 1549    | 50     |
| Densidade (pop./km²) | 26,7    | 100   | 13,4     | 13,4     | 13,4    | 13,4   |

De acordo com dados de 2002, o rendimento médio per capita ascendia a 1225,1 zł.

## Comunas vizinhas
- Boćki, Brańsk, Grodzisk, Milejczyce, Siemiatycze